# قسطنطين غريغوري
قسطنطين غريغوري (بالإنجليزية: Constantine Gregory)‏ هو ممثل أمريكي، ولد في 16 سبتمبر 1942 بنيويورك في الولايات المتحدة.

## وصلات خارجية
- قسطنطين غريغوري على موقع IMDb (الإنجليزية)
- قسطنطين غريغوري على موقع ميوزك برينز (الإنجليزية)
- قسطنطين غريغوري على موقع قاعدة بيانات الفيلم (الإنجليزية)